# Sandalolitha robusta
Sandalolitha robusta е вид корал от семейство Fungiidae. Възникнал е преди около 2,59 млн. години по времето на периода неоген. Видът не е застрашен от изчезване.

## Разпространение и местообитание
Разпространен е в Австралия, Британска индоокеанска територия, Вануату, Виетнам, Индия, Индонезия, Камбоджа, Кокосови острови, Малайзия, Малдиви, Нова Каледония, Остров Рождество, Палау, Папуа Нова Гвинея, Провинции в КНР, Сейшели, Сингапур, Соломонови острови, Тайван, Тайланд, Тувалу, Фиджи, Филипини, Френска Полинезия, Шри Ланка и Япония.
Обитава океани, морета и рифове.